# Кубок обладателей кубков ЕКВ среди женщин 1982/1983
11-й розыгрыш Кубка обладателей кубков ЕКВ среди женщин проходил с ноября 1982 по 6 марта 1983 года с участием 16 клубных команд стран-членов Европейской конфедерации волейбола. Победителем стала советская команда МедИн (Одесса).

## Команды-участницы
| Страна       | Команда                            |
| ------------ | ---------------------------------- |
| Австрия      | «Пост» (Вена)                      |
| Бельгия      | «Хермес» (Остенде)                 |
| Венгрия      | «Вашаш» (Будапешт)                 |
| ГДР          | «Динамо» (Берлин)                  |
| Греция       | «Филатлитикос» (Салоники)          |
| Израиль      | «Хапоэль» (Бат-Ям)                 |
| Испания      | «Академия Университарио» (Севилья) |
| Италия       | «Нельсен» (Реджо-нель-Эмилия)      |
| Нидерланды   | «Старлифт» (Ворбург)               |
| Португалия   | «Атлетику» (Лиссабон)              |
| СССР         | МедИн (Одесса)                     |
| Турция       | «Арчелик» (Стамбул)                |
| Франция      | «Пари ЮК» (Париж)                  |
| ФРГ          | «УСК Мюнстер» (Мюнстер)            |
| Чехословакия | «Руда Гвезда» (Прага)              |
| Швеция       | «Нючёпинг» (Нючёпинг)              |
| Югославия    | «Младост» (Загреб)                 |

## Система проведения розыгрыша
В турнире принимают участие команды 16 стран-членов ЕКВ (представители национальных чемпионатов или Кубков своих стран). Турнир состоит из трёх раундов плей-офф и финального этапа. В раундах плей-офф команды делятся на пары и проводят между собой по два матча с разъездами. Победителем пары выходит команда, одержавшая две победы. В случае равенства побед победителем становится команда, имеющая лучшее соотношение партий по сумме обоих матчей. В случае равенства и этого показателя в дальнейшую стадию плей-офф выходит команда, имеющая лучшее соотношение игровых очков (мячей) по сумме матчей.
В 1-м раунде плей-офф участвуют 2 команды. Победитель пары 1-го раунда выходит в 1/8 финала, где к нему присоединяются 15 команд, освобождённых от участия в стартовом раунде. 
8 команд-участниц четвертьфинала плей-офф определяют четырёх участников финального этапа.
Финальный этап состоит из однокругового турнира, по результатам которого определяется итоговая расстановка мест.

## 1-й раунд
ноябрь 1982
 «Пост» (Вена) —  «Арчелик» (Стамбул)
.. ноября. 2:3.
13 ноября. 3:1 (15:11, 12:15, 15:10, 15:8).

## 1/8 финала
декабрь 1982
 «Динамо» (Берлин) —  «Младост» (Загреб)
4 декабря. 3:0 (15:7, 15:3, 15:8).
11 декабря. 3:1 (15:8, 15:7, 14:16, 15:9).
 МедИн (Одесса) —  «Академия Университарио» (Севилья)
.. декабря. 3:0.
.. декабря. 3:0.
 «Хапоэль» (Бат-Ям) —  «Старлифт» (Ворбург)
4 декабря. 0:3 (0:15, 3:15, 4:15).
11 декабря. 0:3 (0:15, 3:15, 12:15).
 «Хермес» (Остенде) —  «Пост» (Вена)
.. декабря. 3:1.
.. декабря. 3:1.
 «Атлетику» (Лиссабон) —  «Нючёпинг»
Отказ «Нючёпинга».
 «Вашаш» (Будапешт) —  «УСК Мюнстер» (Мюнстер)
4 декабря. 3:1.
11 декабря. 3:2 (16:14, 13:15, 15:5, 15:17, 15:10).
 «Пари ЮК» (Париж) —  «Руда Гвезда» (Прага)
5 декабря. 0:3 (7:15, 4:15, 9:15).
8 декабря. 0:3 (13:15, 7:15, 6:15).
 «Филатлитикос» (Салоники) —  «Нельсен» (Реджо-нель-Эмилия)
6 декабря. 0:3 (0:15, 8:15, 8:15).
11 декабря. 0:3 (8:15, 1:15, 2:15).

## Четвертьфинал
январь 1983
 МедИн (Одесса) —  «Динамо» (Берлин)
12 января. 3:0 (15:13, 15:6, 15:8).
.. января. 1:3 (15:5, 6:15, 9:15, 9:15).
 «Хермес» (Остенде) —  «Старлифт» (Ворбург)
12 января. 3:2 (12:15, 8:15, 15:11, 15:11, 15:8).
19 января. 0:3 (13:15, 9:15, 10:15).
 «Атлетику» (Лиссабон) —  «Вашаш» (Будапешт)
11 января. 0:3 (1:15, 2:15, 1:15).
.. января. 0:3 (0:15, 4:15, 1:15).
 «Руда Гвезда» (Прага) —  «Нельсен» (Реджо-нель-Эмилия)
12 января. 3:1 (15:7, 14:16, 15:4, 15:13).
19 января. 1:3 (13:15, 12:15, 15:11, 5:15). Соотношение игровых очков по сумме двух матчей — 104:96.
«Вашаш» от участия в финальном этапе отказался. Вместо него в финальный раунд включён «Нельсен».

## Финал четырёх
4—6 марта 1983.  Реджо-нель-Эмилия.
Участники:
 «Нельсен» (Реджо-нель-Эмилия)

 «Старлифт» (Ворбург)

 МедИн (Одесса)

 «Руда Гвезда» (Прага)

### Результаты
| М | Команда                       | 1   | 2   | 3   | 4   | И | В | П | С/П | О |
| - | ----------------------------- | --- | --- | --- | --- | - | - | - | --- | - |
| 1 | МедИн (Одесса)                |     | 3:1 | 3:0 | 3:0 | 3 | 3 | 0 | 9:1 | 6 |
| 2 | «Руда Гвезда» (Прага)         | 1:3 |     | 3:0 | 3:0 | 3 | 2 | 1 | 7:3 | 5 |
| 3 | «Нельсен» (Реджо-нель-Эмилия) | 0:3 | 0:3 |     | 3:1 | 3 | 1 | 2 | 3:7 | 4 |
| 4 | «Старлифт» (Ворбург)          | 0:3 | 0:3 | 1:3 |     | 3 | 0 | 3 | 1:9 | 3 |

|       |                        |     |         |        |        |       |  |
|       |                        |     |         |        |        |       |  |
| 4.03. | Нельсен — Старлифт     | 3:1 | (9:15,  | 15:1,  | 15:10, | 15:6) |  |
| 4.03. | МедИн — Руда Гвезда    | 3:1 | (15:4,  | 15:9,  | 8:15,  | 15:6) |  |
| 5.03. | МедИн — Старлифт       | 3:0 | (15:11, | 15:2,  | 15:9)  |       |  |
| 5.03. | Руда Гвезда — Нельсен  | 3:0 | (15:4,  | 16:14, | 15:7)  |       |  |
| 6.03. | Руда Гвезда — Старлифт | 3:0 | (15:4,  | 15:6,  | 15:6)  |       |  |
| 6.03. | МедИн — Нельсен        | 3:0 | (15:4,  | 15:7,  | 18:16) |       |  |

### Итоги

#### Положение команд
| МедИн (Одесса)                |
| «Руда Гвезда» (Прага)         |
| «Нельсен» (Реджо-нель-Эмилия) |
| 4. «Старлифт» (Ворбург)       |

#### Призёры
МедИн (Одесса): Ирина Арепьева, Наталья Борисова, Елена Воробьёва, Н.Горбачёва, Елена Дородных, Марина Золотарёва, Марина Кочнева, Ирина Неведомская, Лилия Осадчая, Ольга Позднякова, Любовь Рудовская, Елена Соколовская. Главный тренер — Юрий Курильский.
  «Руда Гвезда» (Прага): Симона Манделова, Элишка Лангшадлова, Эва Досталова, Ирена Маховчак, … Главный тренер — Петр Коп.
  «Нельсен» (Реджо-нель-Эмилия).